# タマラ・スミルノワ
タマラ・スミルノワ（ロシア語: Тамара Михайловна Смирнова, ラテン文字転写: Tamara Mikhaylovna Smirnova; 1935年 - 2001年9月5日）は、ロシア出身の女性天文学者である。
1966年から1988年にかけて、レニングラードで理論天文学研究所のスタッフを務めた。ニコライ・チェルヌイフとともに周期彗星スミルノワ・チェルヌイフ彗星を発見した。また135個の小惑星も発見しており、1971年に発見したスミルノワは自身の名前にちなんで命名した。